# Metoda analityczno-graficzna obliczania pól
Metoda analityczno-graficzna obliczania pól - stosowana w geodezji metoda obliczania pól powierzchni stosowana dla działek o wydłużonej długości i niewielkiej szerokości. 
Pomiar szerokości musi być znacznie dokładniejszy niż pomiar długości działki, stąd pomiar szerokości wykonuje się w terenie, natomiast pomiar długości działki wykonuje się metodą graficzną.